# Apple Daily
Apple Daily (em chinês:  蘋果日報) foi um jornal estilo tabloide publicado em Hong Kong de 1995 a 2021. Fundado em 1995 por Jimmy Lai, foi um dos jornais chineses mais vendidos na cidade. Junto com a revista de entretenimento Next Magazine, o Apple Daily fazia parte da Next Digital. O jornal publicou edições impressas e digitais em chinês tradicional, bem como uma edição apenas digital em inglês. Uma publicação irmã com o mesmo nome é publicada online em Taiwan por meio de uma joint venture entre a Next Digital e outras empresas taiwanesas.
Em uma pesquisa do Reuters Institute realizada em janeiro de 2019, o jornal Apple Daily e seu site de notícias foram os segundos mais usados em Hong Kong. A pesquisa mostrou que foi a terceira grande fonte de notícias menos confiável no mesmo ano. No entanto, de acordo com uma pesquisa realizada pela Universidade Chinesa de Hong Kong, o Apple Daily foi o terceiro jornal pago mais confiável em 2019.
As reportagens e editoriais do Apple Daily foram descritos como favorecendo o campo pró-democracia de Hong Kong:205–206 e críticos do governo chinês. Por outro lado, foi acusado de espalhar sinofobia. Como resultado de sua posição editorial, foi sujeito a boicotes publicitários e pressão política. Depois que a polêmica Lei de Segurança Nacional de Hong Kong foi promulgada, sua sede enfrentou uma operação policial em 10 de agosto de 2020, que foi condenada pela mídia ocidental.

## Fechamento
Em junho de 2021, o governo de Carrie Lam forçou o fechamento da revista em Hong Kong, conduzindo uma incursão de alto perfil e a prisão de executivos da empresa em 17 de junho de 2021; e a ordem de congelamento de ativos emitida pelo Secretário de Segurança, John Lee, por supostamente violar a Lei de Segurança Nacional. O jornal foi incapaz de continuar existindo operacionalmente devido ao congelamento de suas contas bancárias locais, bem como das contas pessoais do proprietário Jimmy Lai. A edição impressa final foi publicada em 24 de junho e o Apple Daily encerrou suas operações. O canal do YouTube "Apple Daily" e seu suplemento "Fruit Seed" cessaram o serviço às 23:59 em 23 de junho de 2021. A versão taiwanesa do site permanece online em 24 de junho de 2021. No entanto, a edição impressa taiwanesa não sobreviveu à versão impressa de Hong Kong, tendo cessado a publicação em 18 de maio devido a problemas financeiros na filial taiwanesa não relacionados à situação em Hong Kong.